# کاپیتان سندباد
کاپیتان سندباد (انگلیسی: Captain Sindbad) یک فیلم در ژانر فانتزی به کارگردانی بایرون هاسکین محصول سال ۱۹۶۳ کشور ایالات متحده آمریکا است.

## بازیگران
- گای ویلیامز در نقش سندباد
- هایدی برول در نقش Princess Jana
- پدرو آرمنداریز در نقش El Kerim
- Abraham Sofaer در نقش Galgo
- برنی همیلتون در نقش Quinius
- هلموت اشنایدر در نقش Bendar
- مارگارت یانن در نقش Lady-in-Waiting
- رولف وانکا در نقش The King
- والت بارنس در نقش Rolf
- جیمز دابسون در نقش Iffritch
- موریس موساک در نقش Ahmed
- هنری براندون در نقش Colonel Kabar
- جان کراوفورد در نقش Aram
- Geoffrey Toone در نقش Mohar
- Lawrence Montaigne در نقش Jafar